# Heinrich II. (Navarra)

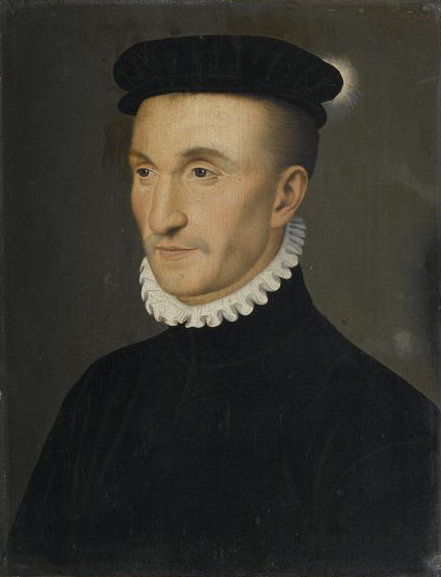
Henri d’Albret, Porträt eines anonymen Malers, Mitte des 16. Jh.

Heinrich II., genannt Henri d’Albret (* 18. April 1503 in Sangüesa; † 29. Mai 1555 in Hagetmau), war Titularkönig von Navarra. Er war der älteste Sohn von Jean d’Albret und Katharina von Navarra, der Schwester und Erbin des Königs Franz Phoebus von Navarra. Katharina brachte Heinrich II. im sogenannten Palacio de los Sebastianes in Sangüesa, also im Hause der navarrischen Familie Sebastián zur Welt. Das Haus existiert bis heute in der Calle Mayor 56, und die Fassade trägt unter anderem das Wappen der Familie Sebastián sowie eine Tafel zum Gedenken an Heinrich II.
Als Katharina 1517 im Exil starb, übernahm Heinrich ihre Ansprüche auf Navarra, die von König Ferdinand II. von Aragón seit langem bestritten wurden. Unter dem Schutz Franz’ I. von Frankreich nahm er den Titel eines Königs von Navarra an.
Nach ergebnislosen Beratungen in Noyon 1516 und Montpellier 1518 wurde 1521 ein aktiver Versuch unternommen, ihn auch de facto als Herrscher zu etablieren. Die französischen Truppen, die das Land besetzten, wurden jedoch schließlich von den Spaniern vertrieben.
1525 geriet Heinrich in der Schlacht bei Pavia in Gefangenschaft, aus der ihm jedoch die Flucht gelang.

## Ehe
Er heiratete 1526 Margarete, die Schwester König Franz’ I. von Frankreich und Witwe des Herzogs Karl IV. von Alençon. Ihre Nachkommen waren:
- Jeanne d’Albret (Königin Johanna III. von Navarra) ⚭ 1548 Anton von Bourbon (1518–1562)
  - König Heinrich IV. von Frankreich und Navarra
- Johann (7. Juli 1530 – 25. Dezember 1530)